# 헨리 맥마흔
육군중령 헨리 맥마흔 경(Lieutenant-Colonel Sir Vincent Arthur Henry McMahon, GCMG, GCVO, KCIE, KStJ, CSI, 1862년 11월 28일 ~ 1949년 12월 29일)은 인도 제국에서 주로 활동한 영국의 외교관이다.

## 서훈
- 1894년 인도 제국 훈장 3등급(CIE)
- 1897년 인도성(星) 훈장 3등급(CSI)
- 1906년 인도 제국 훈장 2등급(KCIE, 작위급 훈장)
- 1911년 로열 빅토리아 훈장 1등급(GCVO, 작위급 훈장)
- 1915년 세인트존 훈장 2등급(KStJ, 작위급 훈장)
- 1916년 세인트마이클앤드세인트조지 훈장 1등급(GCMG, 작위급 훈장)

## 같이 보기
- 후세인-맥마흔 서한